# Wanda Telakowska
Wanda Telakowska (ur. 20 kwietnia 1905 w Sosnowcu, zm. 15 stycznia 1985 w Warszawie) – polska artystka sztuk plastycznych, organizatorka polskiego wzornictwa przemysłowego, profesor nadzwyczajny.

## Życiorys

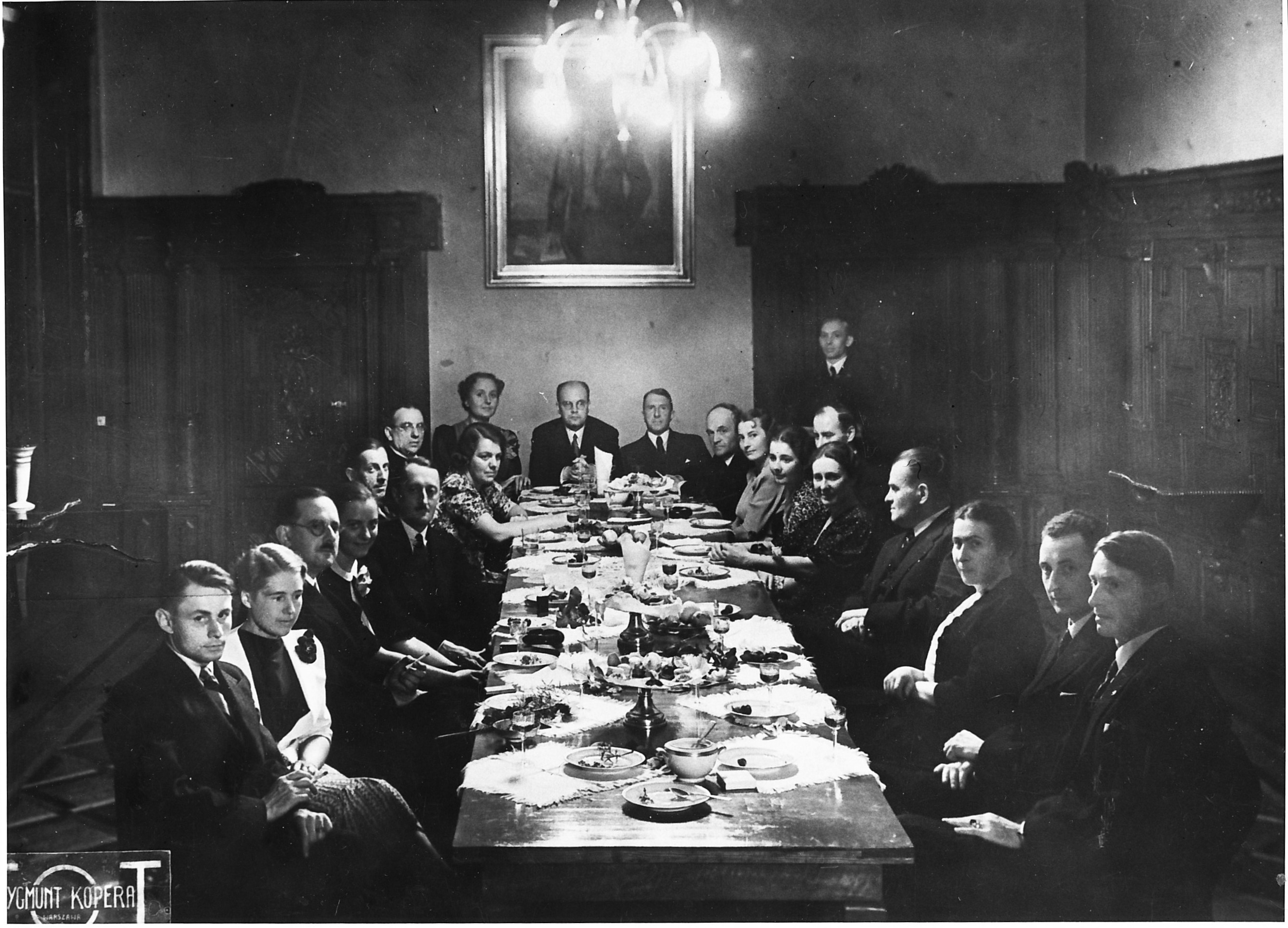
Wanda Telakowska − dziewiąta z lewej na zebraniu Wydziału Sztuki Ministerstwa W.R.i O.P. pod przewodnictwem ówczesnego naczelnika tego wydziału Władysława Zawistowskiego – w głębi na wprost (dziesiąty od lewej), Warszawa, 1938

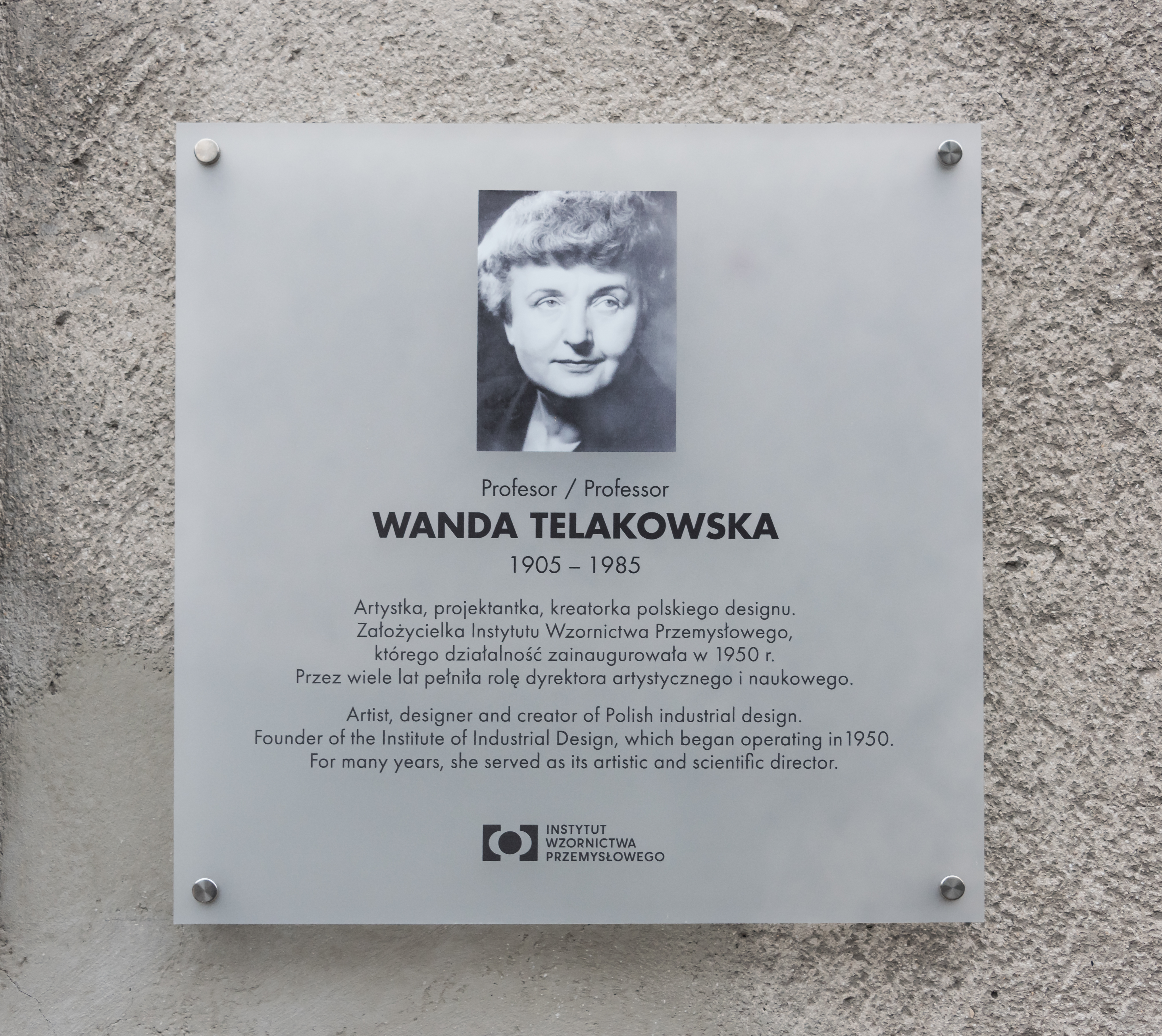
Tablica upamiętniająca Wandę Telakowską na budynku przy ul. Świętojerskiej 5/7 w Warszawie (od strony ulicy jej imienia)

Urodziła się w rodzinie Edmunda i Marii ze Śniechowskich. W warszawskim Gimnazjum im. Cecylii Plater-Zyberkówny uczyła się m.in. pod kierunkiem Stanisława Noakowskiego. Po maturze 1923 rozpoczęła studia malarstwa i grafiki w Szkole Sztuk Pięknych, m.in. u prof. Edmunda Bartłomiejczyka. Studia ukończyła w 1931. W 1935 otrzymała złoty medal na konkursie we Florencji, w 1937 złoty medal na Wystawie Sztuki Dekoracyjnej w Paryżu. Była zaprzyjaźniona z pisarzami: Jarosławem Iwaszkiewiczem, Antonim Słonimskim i Ireną Krzywicką.
W okresie okupacji niemieckiej pracowała jako nauczycielka liternictwa i technik reklamy w liceum handlowym im. Roeslerów. W pierwszych latach powojennych wraz z Marią Skoczylas-Leszczyńską organizowała Biuro Nadzoru Estetyki Produkcji, z którego powstał w październiku 1950 Instytut Wzornictwa Przemysłowego z siedzibą w Warszawie przy ul. Świętojerskiej 3/5. W 1957 na wniosek Rady Naukowej Instytutu Wzornictwa Centralna Komisja Kwalifikacyjna dla Pracowników Nauki przyznała jej tytuł naukowy profesora nadzwyczajnego.1 października 1968 została zmuszona do opuszczenia stanowiska dyrektora Instytutu Wzornictwa Przemysłowego. Pozostała w Instytucie na stanowisku kierownika zespołów projektowych.
W 1977 została laureatką Nagrody im. Oskara Kolberga. W 1978 doprowadziła do przekazania kolekcji wzorcowni IWP Muzeum Narodowemu w Warszawie. 
W ostatnich latach życia utraciła wzrok. 
Została pochowana na cmentarzu Powązkowskim w Warszawie (kwatera 188-1-9).

## Upamiętnienie
W 2011 ulicy w dzielnicy Śródmieście w Warszawie nadano nazwę Wandy Telakowskiej. W 2025 Senat RP upamiętnił 120. rocznicę urodzin Wandy Telakowskiej.

## Uwaga
1. ↑  Ponadto niektóre inne osoby wymienione na liście szczegółowej sporządzonej przez Armanda Vetulaniego: pierwszy z lewej – Armand Vetulani (historyk sztuki), druga z lewej – Monika Moraczewska, trzeci z lewej – Jerzy Szablowski (historyk sztuki), czwarta z lewej Jadwiga Mączewska (?- pisownia nieczytelna), piąty z lewej Maciej Masłowski (historyk sztuki), szósty z lewej Stanisław Furmanik (teoretyk literatury i krytyk literacki), siódma z lewej Michalina Chełmońska-Szczepankowska (?), ósmy z lewej "Mirski"? (brak imienia), jedenasty od lewej Jan Alfred Lauterbach (historyk sztuki i muzeolog), dwunasty od lewej Tadeusz Mayzner pedagog, kompozytor i dyrygent, a także popularyzator muzyki wśród dzieci i młodzieży, trzynasta od lewej Anna Sosińska ("Kropeczka"), czternasty od lewej Michał Rusinek (pisarz), piętnasta od lewej Hanna Garlińska-Walicka-Zebmrzuska (córka Czesława Garlińskiego założyciela znanego salonu sztuki w Warszawie, zamężna m.in. za Michałem Walickim), szesnasta od lewej Halina Balińska-Tabęcka, siedemnasty od lewej Karol Wilhelm Henneberg, osiemnasta od lewej Jadwiga Przeworska, dziewiętnasty od lewej Kazimierz? - lub Stanisław Golachowski, dwudziesty od lewej (pierwszy z prawej) – Michał Gabriel Karski (tłumacz i poeta) – zdjęcie udostępnione dzięki uprzejmości Barbary Vetulani, żony Armanda Vetulaniego – zob. listę obecnych na zebraniu zanotowaną odręcznie przez Armanda Vetulaniego: na Commons